# Luigi Federico Menabrea
Luigi Federico, I conte Menabrea, I marchese di Valdora (Chambéry, 4 settembre 1809 – Saint-Cassin, 25 maggio 1896), è stato un nobile, ingegnere, generale, politico e diplomatico italiano.
È stato anche socio dell'Accademia delle Scienze di Torino e dell'Accademia Nazionale dei Lincei. Viene ricordato anche per il Teorema di Menabrea, uno dei teoremi fondamentali della Scienza delle Costruzioni che dimostra come la distribuzione delle tensioni interne e delle reazioni di vincolo di un corpo elastico in equilibrio è quella che rende il lavoro di deformazione minimo, compatibilmente con le forze esterne date. Come riconoscimento l'asteroide 1997 VA4 è stato denominato 27988 Menabrea.

## Biografia

### Infanzia ed educazione
Figlio dell'avvocato Ottavio Antonio Menabrea, discendente di un'abbiente famiglia di proprietari terrieri di Valtournenche, e di sua moglie Margherita Pillet, Luigi Federico Menabrea nacque il 4 settembre 1809 a Chambéry, in Savoia, all'epoca sotto la dominazione napoleonica. Nel 1817, durante il clima della Restaurazione seguito al ritorno della dinastia sabauda sul trono sardo, Luigi Federico iniziò la sua educazione nel collegio dei Gesuiti locale, sotto la guida dell'abate Rendu, futuro vescovo di Annecy, e del dotto Raymond. Appassionato di materie scientifiche, nell'ottobre del 1828 si trasferì a Torino, dove si laureò in ingegneria idraulica il 30 giugno 1832, e in architettura civile il 17 gennaio 1833, avendo come professori scienziati e accademici del calibro di Giovanni Plana e Giorgio Bidone. Divenuto ingegnere e nominato il 26 marzo 1833 motu proprio da re Carlo Alberto di Savoia luogotenente nello stato maggiore del Genio militare, sostituì Cavour nei lavori di fortificazione del forte di Bard, mentre nel 1835 divenne professore di meccanica e costruzioni presso l'Accademia militare.

### Attività scientifica
Nel 1840 si svolse a Torino, presso l'Accademia delle Scienze, il secondo Congresso degli scienziati italiani, invitati dal re Carlo Alberto di Savoia. Al congresso partecipò anche Charles Babbage, invitato dal matematico e astronomo Giovanni Plana a presentare il suo progetto di macchina analitica. A Torino Babbage presentò per la prima volta a un pubblico scientifico le sue idee ed ebbe modo di mostrare vari disegni del suo ambizioso e complesso progetto. La presentazione appassionò gli scienziati italiani e proseguì in seminari ristretti. Particolarmente interessati a questi seminari, nei quali per la prima volta si discusse di concatenamento delle operazioni, potremmo dire di programmazione, furono il fisico Mossotti e Luigi Menabrea.
Questi si dedicò successivamente a una descrizione del progetto di Babbage che pubblicò in francese nel 1842 presso la "Bibliothèque Universelle de Genève", in quello che può essere considerato il primo lavoro scientifico nella disciplina dell'informatica: "Notions sur la machine analytique de Charles Babbage". Il testo qualche mese dopo venne ripreso per essere tradotto in inglese e notevolmente ampliato da Ada Lovelace, valente collaboratrice di Babbage. Nel 1846 divenne professore di Scienza delle Costruzioni all'Università degli Studi di Torino, cattedra che ricoprì fino al 1860.
Nonostante i suoi gravosi impegni militari e politici, Menabrea continuò a condurre per tutta la vita una notevole attività scientifica. Fu il primo scienziato a dare una prima formulazione dell'analisi strutturale basata sul principio di lavoro virtuale, divenendo di fatto un precursore nell'introduzione di principi energetici nella meccanica dei continui. Inoltre formulò il principio ora noto come teorema del minimo lavoro, pubblicandone nel 1870, insieme a Joseph Bertrand, la prima precisa dimostrazione. Studiato in meccanica applicata alla teoria dei sistemi elastici, questo principio afferma che: "fra tutti i sistemi di forze esterne, il solo che è il grado di esistere è quello che corrisponde al potenziale elastico minimo".

### Matrimonio
Il 5 luglio 1846 Luigi Federico Menabrea si sposò a Torino con la nobildonna Carlotta Richetta dei conti di Valgoria, la quale gli diede i figli: Carlo Luigi e Ottavio.

### Carriera militare
Allo scoppio della prima guerra d'indipendenza italiana fu inviato nei ducati del centro-Italia a Parma, Piacenza, Modena e Reggio Emilia. Dal 25 marzo al 20 luglio 1848 si fece promotore negli ex Ducati del sostegno sardo contro le mire egemoniche austriache e le tendenze centrifughe rispetto alla costituzione di un regno dell'Alta Italia. Nominato commissario regio presso le truppe pontificie del generale Giovanni Durando, riuscì a mobilitare dalle terre emiliane un contingente costituito da 2200 regolari e 1000 volontari.
Il 22 aprile 1859, alla vigilia della seconda guerra d'indipendenza italiana, venne promosso al grado di maggiore generale. Comandante superiore del genio, dal 20 al 30 aprile 1859 progettò e coordinò i lavori di fortificazione lungo la Dora Baltea al fine di impedire l'avanzata delle truppe austriache verso Torino e favorire, nel contempo, il congiungimento dell'esercito francese con quello sardo. Successivamente partecipò come Tenente generale del Corpo del Genio alla campagna di Lombardia (1859) e all'assedio della fortezza di Gaeta (1860). Il 3 ottobre 1860 ricevette l'onorificenza di Grande Ufficiale dell'Ordine militare di Savoia.
Partecipò anche alla terza guerra di indipendenza in veste di comandante supremo del genio contribuendo alla fortificazione della linea sul Mincio. Consegnò poi al re l'antica Corona Ferrea Lombarda insieme con i risultati del plebiscito delle popolazioni venete. Intimo oramai di Vittorio Emanuele II, il 2 gennaio 1867 ebbe la nomina di primo aiutante di campo del re, ruolo che contribuì a renderlo partecipe della politica personale condotta dal sovrano.

### Attività politica
Nel 1848 venne eletto deputato, carica che mantenne per sei legislature (nella prima fu eletto nel collegio di Verrès, in quelle successive nel collegio di San Giovanni di Moriana), fino al 1860, quando (il 29 febbraio) venne nominato senatore del Regno d'Italia, carica che durava a vita, e che quindi mantenne per ben 36 anni (record battuto solo da Giulio Andreotti). Votò per la cessione della Savoia alla Francia optando quindi per la nazionalità italiana.

#### Ministro nei governi Ricasoli, Farini e Minghetti
Fu Ministro della Marina nel Governo Ricasoli I (1861-1862) e Ministro dei lavori pubblici in quelli Farini e Minghetti I (1862-1864). Come Ministro della Marina si impegnò nei difficili compiti di sciogliere e amalgamare la flotta da guerra della marina napoletana con quella sarda, migliorare la condizione dei porti militari e realizzare l'arsenale di La Spezia. Nel ruolo di Ministro dei lavori pubblici detenuto fino alla fine del 1864, nonostante le disastrose finanze pubbliche, inaugurò un grande progetto infrastrutturale realizzatosi con la creazione di una base navale militare a Brindisi e la messa in opera di 2000 km di ferrovie. Fu inoltre durante il suo dicastero che si realizzò la prima serie di francobolli delle Poste italiane.
Alla caduta del secondo ministero Ricasoli nel marzo del 1867, il re avrebbe voluto affidargli l'incarico di procedere alla formazione di un nuovo governo, ma l'improvvisa morte del figlio Ottavio, avvenuta il 5 aprile, indusse Menabrea a declinare il compito, e il governo fu costituito da Urbano Rattazzi.
Prima della Battaglia di Mentana e sotto la minaccia di uno scontro con la Francia, il 27 ottobre 1867, Vittorio Emanuele II, dopo il fallimento di Enrico Cialdini, chiese a Menabrea di formare un governo che rimase in carica fino al 14 dicembre 1869, a capo di tre gabinetti consecutivi. Fu in questa posizione che si trovò a contrastare i tentativi di Giuseppe Garibaldi di sottrarre Roma al Papato.

#### Capo del governo
Nato nel giro di poche ore in un momento di estrema crisi, il primo ministero Menabrea segnò una rottura tra la prassi parlamentare di supremazia della Camera, consolidata da Cavour, e la norma costituzionale ripristinata dal monarca. Nel clima pesante provocato dall'arresto di Garibaldi, Menabrea, che aveva mantenuto per sé i dicasteri della Marina e degli Affari Esteri, venne tacciato di essere a capo di un governo di corte dalla natura extraparlamentare, i cui membri professavano un culto quasi fanatico della monarchia. Costituito esclusivamente da senatori, alti funzionari e notabili, il governo, presentatosi alla Camera alla fine 1867, fortemente sbilanciato a destra, fu violentemente attaccato dalle forze democratiche e fu di brevissima durata, cadendo (primo caso in assoluto) per la sfiducia parlamentare sancita su un ordine del giorno rigettato per due soli voti.
Nonostante le dimissioni e l'impopolarità, il re incaricò Menabrea di formare il nuovo governo che, sebbene più moderato della precedente compagine, per l'alleanza della Destra storica con il cosiddetto «terzo partito» di Antonio Mordini e Angelo Bargoni, prese forma il 5 gennaio 1868 pur mancando l'appoggio dei grandi statisti piemontesi come Quintino Sella e Giovanni Lanza. Formato quasi esclusivamente da ministri settentrionali, il governo si attirò inoltre le aspre critiche dei latifondisti e dei radicali del Mezzogiorno. Nell'ambito della compagine ministeriale, alla fine dell'anno Carlo Cadorna fu costretto a dimettersi dal Ministero dell'interno per la bocciatura del suo progetto di decentramento amministrativo e così come la riattivazione dell'imposta di ricchezza mobile. In fatto di politica estera poi, Menabrea non riuscì a condurre in porto la triplice alleanza con Francia e Austria, accordo che avrebbe portato alla soluzione «morale» della questione romana come lui auspicava.
I governi Menabrea sono ricordati anche per l'azione portata avanti dall'allora Ministro delle finanze Luigi Guglielmo Cambray-Digny (confermato in tutti e tre i gabinetti presieduti da Menabrea) nel cercare di raggiungere il pareggio di bilancio, compito questo enorme poiché il bilancio dello Stato, dopo le spese sostenute per la Terza Guerra d'Indipendenza del 1866, era in un deficit pauroso, tanto che il governo precedente aveva introdotto il corso forzoso per farvi fronte. Menabrea fece approvare un'imposta grave e impopolare come la tassa sul macinato, ovvero l'imposta sulla macinazione dei cereali, che si pagava direttamente al mugnaio in base alla tipologia di cereali macinati. La tassa gravò soprattutto sui ceti più bassi della popolazione, la cui alimentazione di base era quasi completamente cerealicola, fatto che provocò numerose dimostrazioni popolari in Emilia e Romagna, presto sedate dall'esercito a costo di 250 morti e 1000 feriti a seguito del conferimento da parte del Senato di poteri straordinari al generale Raffaele Cadorna. Altra misura atta al risanamento dei conti pubblici fu la privatizzazione della regia dei tabacchi, che il ministro delle finanze diede in appalto ad un gruppo di capitalisti privati, tra cui alcune banche straniere, che garantirono all'erario un gettito di 170 milioni di lire all'anno. Questa misura provocò poco dopo uno scandalo in cui pareva fossero coinvolte alcune personalità politiche della Destra, che avevano mercanteggiato il loro voto per favori personali, mentre dalle critiche non sfuggì nemmeno il re, che si diceva avesse ricavato sei milioni di lire. Questo provocò una crisi ministeriale che portò alla formazione del Governo Menabrea II e al rafforzamento della politica di rigore economico portata a vanti dal ministro, che accelerò la vendita dei beni ecclesiastici, messi in liquidazione già nel 1867, da cui vennero ricavati 162 milioni. Il resto Cambray-Digny propose di cederlo ad una Società di Beni Demaniali, fondata quattro anni prima, in cambio di un anticipo di 300 milioni, e di aggiungere 100 milioni alla Banca Nazionale, cedendole i servizi della Tesoreria di Stato, ma il progetto ministeriale fu bocciato dal Parlamento.
Il 16 settembre 1868, in qualità di capo del governo italiano, scrisse all'ambasciatore italiano in Argentina Enrico della Croce di Dojola al fine di incaricarlo di sondare la disponibilità del governo argentino a concedere all'Italia terre «totalmente disabitate» nelle regioni deserte del sud della Patagonia allo scopo di deportarvi i ribelli protagonisti del già scemante brigantaggio postunitario nell'Italia meridionale, reputando egli necessario accrescere «il sano terrorismo di Minghetti». Menabrea specificava all'ambasciatore che il progetto mirava a rendere più efficace la repressione della delinquenza "col mezzo di stabilimenti penali in lontane contrade e colla deportazione dei rei". Aggiungeva inoltre che, "Limitata allo scopo poc'anzi accennato, l'occupazione territoriale non avrebbe in vista lo stabilimento di una vasta colonia destinata ad acquistare una vasta importanza politica", intendendo con ciò rassicurare Buenos Aires e gli altri stati sudamericani che l'Italia non intendeva avviare una politica coloniale in America Latina. La Repubblica Argentina tuttavia, preoccupata da possibili pretese territoriali italiane, replicò negando la «vendita, l'ospitalità, l'affitto e il comodato»; l'allontanamento di Menabrea dal governo pochi mesi dopo fece comunque definitivamente naufragare il progetto.
Nel novembre 1869 terminò il suo terzo e ultimo governo, nel contesto di un clima generale di discredito che era seguito dal primo grande scandalo di corruzione pubblica dello stato unitario, quello del monopolio dei Tabacchi.

### Ultimi anni e morte
Dopo una intensa attività politica, lasciati gli incarichi di governo, Menabrea, che nel 1875 aveva ricevuto il titolo ereditario di marchese di Valdora per i servigi resi nella seconda guerra d'indipendenza italiana, il 4 aprile 1876 venne nominato dal Governo Minghetti II ambasciatore a Londra, dove rimase sei anni, ricevendo stima e apprezzamento come militare e studioso. Successivamente, l'11 novembre 1882 fu nominato ambasciatore italiano a Parigi, città dove rimase per ben dieci anni, finché non ottenne il congedo per motivi d'età. Si ritirò dunque dalla vita pubblica solo nel 1892, quattro anni prima della morte, avvenuta il 25 maggio 1896 a Saint-Cassin, presso la natia Chambéry, ad 86 anni.